# Torre de l'Esperó Reial
La Torre de l'Esperó Reial, o Torre de Sulis, és una torre de defensa a la plaça Sulis de l'Alguer, Sardenya. Fou un dels baluards de la fortificació algueresa, i pren el nom de l'esperó que forma la muralla prop de la torre. El nom de 'Torre de Sulis' se li va donar després que el revolucionari de Càller Vincenzo Sulis hi fos empresonat, passant vint-i-dos anys, del 1799 al 1821, d'aïllament al seu interior.

## Descripció
Inicialment era de planta rectangular, i actualment és de planta circular, amb els murs d'un gruix de 6 metres, amb 2 plantes unides per una escala helicoïdal.

## Història
El 1412 va ser escenari de la batalla contra les tropes de Guillem III, vescomte de Narbona, on els algueresos van fer una foguera al voltant de la torre per fer sortir els soldats francesos que s'hi havien refugiat. D'aquest fet van néixer les famoses 'Cobles' que popularment es cantaven mentre es cremava un ninot representant un soldat francès.
Es creu que a ella es deu la frase de Carles V 'bonita por mi fe y muy bien asentada' en el seu viatge a l'Alguer el 1541.